# Effektstyrning
Effektstyrning är en projektmetod för i första hand IT-projekt, där man sätter det avsedda målet med projektet i fokus. Metoden har utvecklats av de svenska it-utvecklarna och projektledarna Ingrid Domingues, Mijo Balic, Johan Berndtsson och Mikael Aldman, och beskrivs i böckerna "Effect managing IT" (utgiven av Copenhagen Business School Press) respektive "Effektstyrning av IT-projekt", utgiven av Liber.  
Metoden syftar till att minska antalet misslyckade IT-satsningar, genom att ge projekten verktyg för att hålla den slutliga eftersträvade effekten i fokus genom hela projektet. Metoden betonar också starkt att en förutsättning för att effekter ska uppstå är att de färdiga produkterna verkligen används. Därför finns användarnas krav med som en mycket tydlig ingångsfaktor i ett arbete enligt metoden.

## Bakgrund
Flera undersökningar visar att andelen it-projekt som misslyckas är stor. Standish-gruppen fann tidigt att bara en tredjedel av 8000 granskade it.-projekt var lyckade enligt beställarna själva . Svenska projectplace.se har i årliga, återkommande undersökningar funnit liknande resultat. 2006 var åtta av tio svenska it-projekt (82 procent) misslyckade enligt 1840 intervjuade it-chefer. Både den privata och den offentliga sektorn har enligt undersökningen blivit sämre på att uppnå eftersträvade effektivitetsvinster i sina it-projekt. I offentlig sektor gav 34 % av projekten inte de funktioner som först utlovats . I pengar uppskattas misslyckandena inom it-projekten globalt kosta över ettusen miljarder dollar. En svensk uppskattning utifrån Projectplaces undersökning var 14 miljarder bortslösade kronor för 2005 . 
Ytterligare ett förhållande är att många projekt inte definierar de förväntade effekterna i förväg, vilket gör det ännu vanskligare att bedöma om ett projekt lyckats eller inte. Verva slog därför fast i Vägledningen för 24-timmarswebbens riktlinje 2.1.1 att myndigheter och kommuner ska definiera de förväntade effekterna med webbsatsningen samt sätta upp konkreta mätpunkter som visar hur långt projektet har kommit mot den avsedda effekten . 
Vägledningen för 24-timmarswebben anger inte hur definition och mätning ska göras. I metoden effektstyrning beskrivs just de steg som Vägledningen kräver för projekten. Metoden har därför blivit ett vanligt val i projekt inom offentlig sektor, och beskrivs i Effektstyrning i projekt , publicerad av Ekonomistyrningsverket. Bland aktuella och dokumenterade projekt som arbetat med effektstyrning finns våren 2009 Örebro kommun  och Socialstyrelsen .

## Översikt
Effektstyrning av ett projekt har fyra väldefinierade steg. 
1. Att klart definiera vilket den eftersträvade effekten med projektet är. Detta formuleras så kort som möjligt, utifrån frågan "Vilken ska den bestående verksamhetsförändringen vara, när projektet är genomfört?" Förändringen ska vara mätbar, och ett antal mätpunkter för förändringen ska sättas upp.
2. Målgruppsanalysen, som syftar till att hitta och definiera de grupper av personer som kan bidra till att de avsedda effekterna med det system, den verksamhet, eller det projekt som ska effektstyras verkligen uppnås.
3. Att undersöka målgruppernas användningsmål. Dessa definieras som de saker målgrupperna/användarna ska göra, vill göra eller behöver för att kunna lämna sitt bidrag till de eftersträvade effekterna.
4. att se vilka åtgärder som krävs för att uppfylla användarnas användningsmål. Åtgärderna prioriteras också utifrån vilka som kan beräknas ge det största bidraget till de förväntade effekterna.

Denna åtgärdslista kan påminna om en traditionell kravspecifikation, men genom att den utgår från verksamhetens och användarnas krav, och inte från tekniska önskemål, har den som regel en helt annan karaktär. Åtgärder och specifikationer ner på design-nivå kan alltså härledas till och motiveras utifrån de eftersträvade målen för verksamheten. Detta perspektiv har kallats "From business to buttons". Detta är också titeln på den första vetenskapliga artikel som skrevs om metoden .
Ett lättfattligt och konkret exempel på samtliga ovanstående fyra steg finns i Socialstyrelsens projektdokumentation .

## Effektkarta
Syftet, mätpunkter, målgrupper och åtgärder sammanfattas enligt metoden i en effektkarta. För ett konkret exempel, se Socialstyrelsens projektdokumentation .

## Förhållande till andra projektstyrningsmetoder
Effektstyrning kan ses som ett komplement till andra projektstyrningsmetoder. Traditionella projektstyrningsmetoder fokuserar på att projektet ska genomföras lyckat, med avseende på budget, tid, och personal. Effektstyrning kompletterar detta genom att rikta uppmärksamheten på kvalitén hos den levererade produkten, och de avsedda effekter som man därigenom hoppas uppnå.
I likhet med PENG-modellen försöker man med effektstyrning att uppskatta vilka nyttor som ett projekt ska skapa. En skillnad är att PENG-modellen innehåller enbart en kalkylmodell, och inte verktygen för att under gång styra projektet mot de avsedda nyttorna.
Effektstyrning som arbetssätt skapar en insyn och en delaktighet från linjechefer och användare som inte är möjlig med dagens sätt att driva IT-utveckling. Åtgärder som utbildning, information eller marknadsföring blir naturligt integrerade i projektet, eftersom dessa kommer att vara nödvändiga om man vill att produkten ska användas.
Med effektkartan kan det bli lättare att prioritera vilka åtgärder som verkligen behövs. I ett fall visade det sig att en effektkartläggning om tre veckor kunde spara 3000 timmar systemutvecklingsarbete.

## Konferenser
Sedan 2007 träffas de som är intresserade av UX, effektstyrning och effektperspektivet på konferensen From Business to Buttons. Konferensen hölls till en början i Malmö men är nu flyttad och arrangeras årligen på våren i Stockholm. Konferensen lockar cirka 800 deltagare, och har fått sitt namn från den första vetenskapliga artikel som skrevs om metoden.